# Teresa Claramunt
Teresa Claramunt Creus (Sabadell, España, 4 de junio de 1862-Barcelona, 11 de abril de 1931), conocida también como “la virgen roja barcelonesa”, fue una dirigente anarcosindicalista española y pionera del feminismo obrerista anarquista.
Su padre era Ramón Claramunt, republicano federal. Su oficio era el de mecánico montador de hilatura. Su madre era Joaquina Creus, mujer de gran carácter, cuestión que también heredaría Teresa. Fruto de este matrimonio nacieron cinco hijos, María y Teresa que nacieron en Sabadell, y sus otros tres hermanos, José, Ángel y Purificación, nacidos en Barbastro.
Su padre, Ramón, llegó a ser alcalde de Barbastro y coronel de las milicias republicanas durante la Primera República Española.

## Biografía
Era una trabajadora del ramo textil y fundó un grupo anarquista en Sabadell, influida por Fernando Tarrida del Mármol, con quien participó en la Huelga de las Siete Semanas de 1883, en la que se reivindicaba la jornada de 8 horas.
En octubre de 1884 fue una de las fundadoras de la Sección Varia de Trabajadores Anarco-colectivistas de Sabadell tal y como aparece en el Acta de Constitución firmada el 26 de octubre por las obreras que habían decidido formar parte de la Federación de trabajadores.
En el año 1888, Teresa junto a su marido Antonio Gurri emigraron a Portugal, debido a que no encontraban trabajo y a la violencia que existía en Sabadell por parte de los empresarios, apoyados por el Somatén. Permaneció en Portugal dos años y se sabe que colaboró con los grupos anarquistas del país.
Regresa a España, siendo ya muy conocida por la policía española. Su prestigio era muy importante en amplias capas de la población y muchas veces la policía la detenía con la finalidad de tenerla muy intimidada.
Con Ángeles López de Ayala y Amalia Domingo impulsó en 1892 la primera sociedad feminista española, la Sociedad Autónoma de Mujeres de Barcelona.
Fue detenida después de la explosión de unas bombas en el Liceo de Barcelona en 1893, y de nuevo fue arrestada durante la represión del Proceso de Montjuic (1896), durante el cual fue golpeada brutalmente, lo que le dejó secuelas para el resto de su vida.
A pesar de no ser condenada por ningún delito, después del juicio fue desterrada en Inglaterra hasta el año 1898.
Fundó la revista El Productor (1901) y participó activamente en las reivindicaciones sociales de principios del siglo XX. En 1903 en su escrito La mujer. Consideraciones sobre su estado ante las prerrogativas del hombre, plantea la equiparación salarial entre hombres y mujeres. Considera la educación como culpable del estado de la mujer, apuntando su necesaria auto-emancipación.
Colaboró en La Tramontana, en La Revista Blanca y dirigió el diario El Rebelde durante 1907-1908. 
En 1902 tomó parte en los mítines en solidaridad con los huelguistas del metal y con los de la huelga general de febrero de 1902.
Fue nuevamente detenida después de los sucesos de la Semana Trágica de Barcelona en agosto de 1909 y confinada en Zaragoza, donde en 1911 impulsó la adhesión de los sindicatos locales a la CNT y también la huelga general de 1911, lo que le supuso un nuevo encarcelamiento bajo la acusación de “agitadora anarquista”. Durante su encarcelamiento, y como consecuencia del maltrato y las torturas que sufrió a lo largo de su vida, hace aparición una enfermedad que la llevará posteriormente a la muerte por parálisis.
Ya muy enferma, la policía registró su piso tras el atentado contra el cardenal Juan Soldevila y Romero en Zaragoza, obra de Los Solidarios, el 4 de junio de 1923, buscando pruebas que la comprometiesen.
Vivió varios años en Sevilla, donde intentó curarse de su enfermedad, pero Teresa seguía luchando. En 1923, participa en un importante mitin en Sevilla contra la dictadura de Primo de Rivera. En 1924, se traslada nuevamente a Barcelona, pero se encuentra ya muy impedida y se alejó de las actividades públicas. Su casa se convierte en centro de actividad anarquista y es visitada por grandes figuras internacionales como Max Nettbau y Emma Goldman.
La madrugada del 11 de abril de 1931, un día antes de que ciudadanos de toda España acudieran a las urnas para elegir nuevos representantes municipales, falleció Teresa Claramunt. Fue enterrada el mismo 14 de abril, el día de la proclamación de la Segunda República.

## Reconocimientos
En julio de 2018 la Asociación “Herstóricas. Historia, Mujeres y Género” y el Colectivo “Autoras de Cómic” creó un proyecto de carácter cultural y educativo para visibilizar la aportación histórica de las mujeres en la sociedad y reflexionar sobre su ausencia consistente en un juego de cartas. Una de estas cartas está dedicada a Claramunt.